# اریکو ساتو
اریکو ساتو (به ژاپنی: 佐藤 江梨子) (زادهٔ ۱۹ دسامبر ۱۹۸۱) مانکن و هنرپیشه اهل ژاپن است. وی در ساپورو متولد و در توکیو بزرگ شد.